# 冷血动物 (歌曲)
〈冷血动物〉（英語："Animals"）是美国流行摇滚乐队魔力红于2014年8月25日发行，收录于2014年第五张录音室专辑的第二首单曲。

## 促销与宣传
起亚汽车为配合这首歌的宣传工作，于2014年8月21日发布了起亚Soul EV2015款的车型广告。在广告首播后的有限时间内，歌曲仅可在起亚汽车的官方网站上免费下载。后来，魔力红于2014年8月22日在官方YouTube频道发布了音乐录影带。该广告还出现在8月24日的2014年MTV音乐录影带大奖上，歌曲于次日正式发行。

## 专业评价
这首歌被《滚石》杂志列为2014年50首最佳歌曲的年终榜单中的第32首。

## 曲目
| 数字下载 1. 〈冷血动物〉 – 3:51 数字下载 – J·科尔客串混音版 1. 〈冷血动物〉（混音版，J·科尔客串）– 4:00 数字下载 – 博爷混音版 1. 〈冷血动物〉（混音版，博爺客串）– 4:00 数字下载 – 格里芬混音版 1. 〈冷血动物〉（Gryffin混音版本）– 5:18 | 数字下载 – 丹尼·奥尔森混音版 1. 〈冷血动物〉（丹尼·奥尔森混音版本）– 5:00 数字下载 – 混音版 1. 〈冷血动物〉（混音版本）– 5:40 数字下载 – 混音版 1. 〈冷血动物〉（混音版本）– 5:00 |

## 销售认证
| 地區                                                     | 认证    | 认证单位/销量 |
| -------------------------------------------------------- | ------- | ------------- |
| 加拿大（加拿大音乐协会）                                 | 2× 白金 | 160,000*      |
| 德国（聯邦音樂產業協會）                                 | 金      | 200,000‡      |
| 意大利（意大利音乐产业联盟）                             | 白金    | 30,000‡       |
| 西班牙（西班牙音樂製作協會）                             | 白金    | 40,000‡       |
| 瑞典（瑞典唱片業協會）                                   | 白金    | 40,000‡       |
| 英国（英国唱片业协会）                                   | 白金    | 600,000‡      |
| 美国（美國唱片業協會）                                   | 白金    | 1,000,000     |
| 流媒体                                                   |         |               |
| 丹麦（國際唱片業協會丹麥分會）                           | 白金    | 2,600,000†    |
| 西班牙（西班牙音樂製作協會）                             | 金      | 4,000,000†    |
| *僅含認證的實際銷量 ‡僅含認證的+實際銷量 †僅含認證的銷量 |         |               |

## 发行历史
| 国家/地区 | 日期           | 格式         | 版本                   | 厂牌                     | Ref.   |
| --------- | -------------- | ------------ | ---------------------- | ------------------------ | ------ |
| 全球      | 2014年8月25日  | 數位音樂下載 | 原版                   | 222  新視鏡 | [ 17 ] |
| 美国      | 2014年9月23日  | 當代流行電台 | 原版                   | 222  新視鏡 | [ 18 ] |
| 全球      | 2014年9月30日  | 数位下载     | J·科尔客串混音版       | 222  新視鏡 | [ 19 ] |
| 美国      | 2014年10月21日 | 当代节奏电台 | J·科尔客串混音版       | 222  新視鏡 | [ 20 ] |
| 義大利    | 2014年11月7日  | 当代流行电台 | 原版                   | 环球音乐                 | [ 21 ] |
| 德国      | 2014年11月14日 | CD           | 原版 J·科尔 客串混音版 | 环球音乐                 | [ 22 ] |
| 美国      | 2014年12月18日 | 数位下载     | 博爺客串混音版         | 222 新視鏡               | [ 23 ] |

## 参与人员
以下资料整理自：
- 詞曲作家–   - 亚当·列维
  - 本尼·布兰科
- 制作人–
- 主唱– 亚当
- 乐器、背景声与编程–
- 混音– 塞爾邦·加納（英语：Serban Ghenea）
- 声乐录音–   - 马克斯·马丁
- 音响工程师–   - 诺亚·帕索沃伊（Noah Passovoy）
- 助理工程师–   - 埃里克·艾兰兹（Eric Eylands）
  - 蒂姆·罗伯茨（Tim Roberts）
- 音效– 约翰·哈内斯（John Hanes）
- 主音与节奏吉他–   - 詹姆斯·柏根·瓦倫汀（英语：James Valentine）
  - 杰西·卡麦可
- 贝斯– 米基·麦登
- 鼓声与敲击乐– 马特·弗林（Matt Flynn）
- 键盘与合成–   - 杰西
  - PJ摩爾頓（英语：PJ Morton）